# Römersee (Bad Rappenau)
Der Römersee auf der Gemarkung von Zimmerhof, einem Stadtteil von Bad Rappenau im Landkreis Heilbronn im nördlichen Baden-Württemberg, ist ein Stausee und hat seinen Namen von der dort gelegenen Villa rustica.

## Geographie

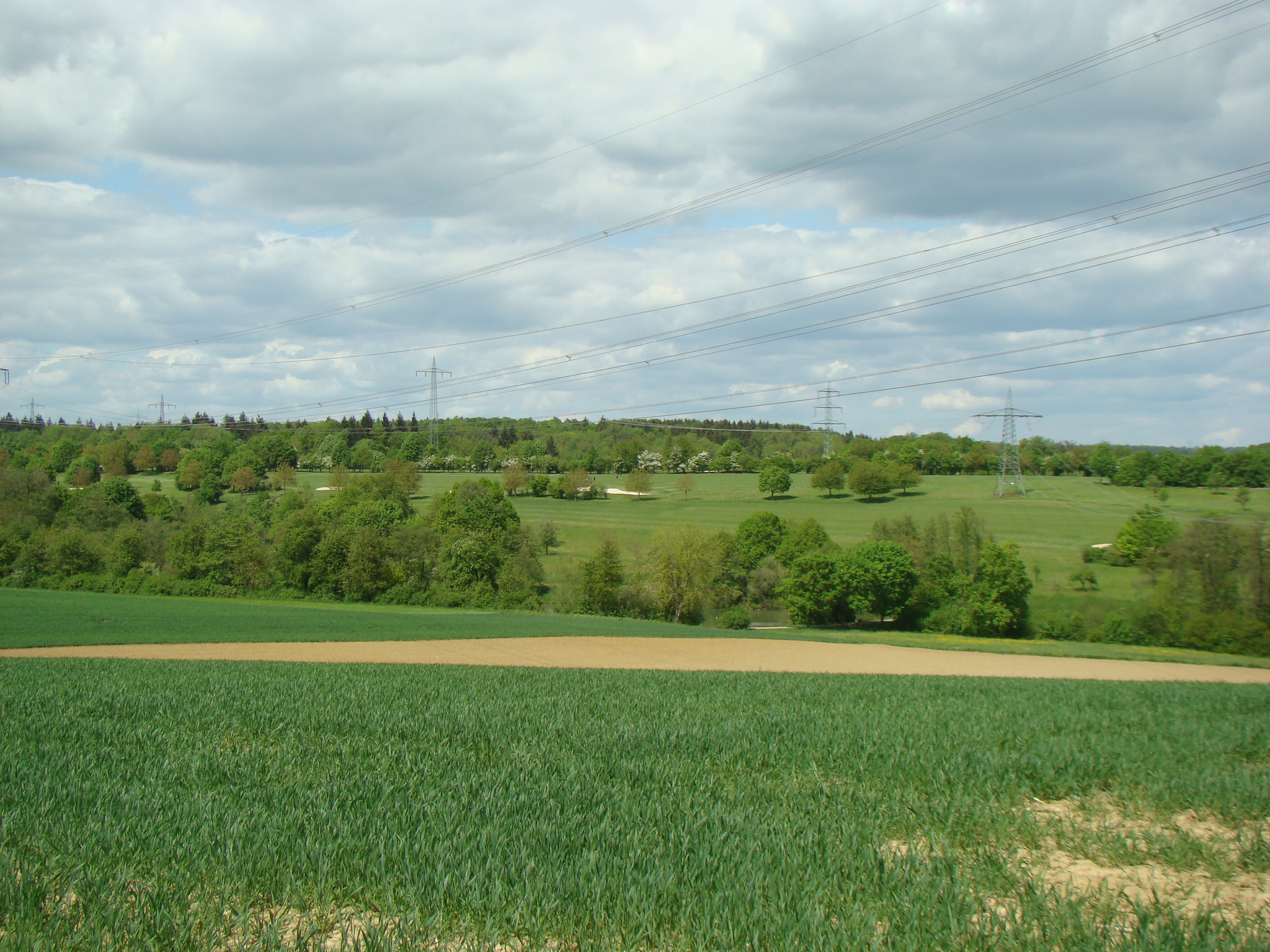
Blick ins Tiefenbachtal mit dem Römersee

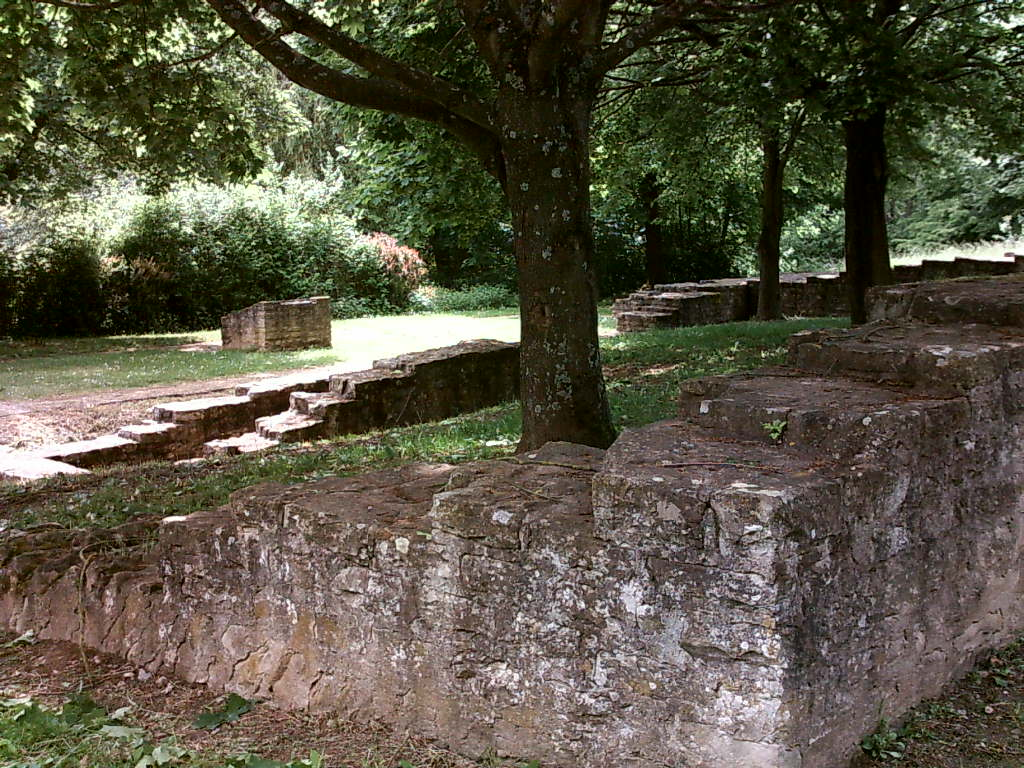
Fundamente der Villa Rustica beim Römersee

Der Römersee liegt nordwestlich von Zimmerhof im nur wenig in die Kraichgau-Hochfläche eingegrabenen Tal des Tiefenbachs. Dieser entspringt weiter nordwestlich im Lochbrunnen bei Siegelsbach, läuft durch ein sanft abfallendes Tal beständig nach Südosten und durchfließt nach dem Kohlhof noch den Römersee, kurz vor seiner Mündung bei der Kugelmühle in den Mühlbach im nach Norden zum Neckar hinführenden Fünfmühlental.
Das Ufer des Bachlaufs und die meisten Teile des Seeufers sind mit Bäumen und Büschen bestanden. Nördlich des Sees erstreckt sich ein Teil der Zimmerhofer Golfanlage, südlich des Sees erstrecken sich Felder.

## Villa rustica
Gleich am Nordufer des Sees befinden sich die Fundamente einer römischen villa rustica, die 1972 durch das Landesdenkmalamt Baden-Württemberg ausgegraben und 1972/73 restauriert wurde. Sie ist für Besucher frei zugänglich, aber nicht ausgeschildert.

## Römersee Open-Air
Das Gelände am See und um die Villa rustica wird seit 1981 für ein jährliches Open-Air-Festival genutzt. In den 1980er und 1990er Jahren traten überwiegend regionale Bands auf. Seit dem Jahr 2001 fungierte der Römersee Kulturverein e. V. als Veranstalter, dem bis 2006 der spätere Bundestagsabgeordnete Ulrich Schneider vorstand. Unter der Trägerschaft des Kulturvereins versuchte man zunächst, das Festival kommerziell auszurichten, wodurch es wegen dort auftretender Bands wie Die Happy (2001), Mono für Alle!, Son Goku oder F.S.K. (2002) auch überregional Beachtung fand. Seit 2003 wurde wieder bei freiem Eintritt ein Mix aus regionalen und überregionalen Künstlern geboten. An zwei Tagen traten jedes Jahr rund 25 Künstler und Gruppen auf zwei Bühnen auf. Zu den bekannteren Bands der letzten Jahre zählten Jamaram (2004), Passierzettel (2004), Hateclub (2006), Guts Pie Earshot (2007/2011), Headstone Epitaph (2007), Transmitter (2008/2010), Rainer von Vielen (2008/2011), The Shanes (2009), The Prophecy 23 (2005/2008/2012), The Senior Allstars (2014) und Ouzo Bazooka (2016). In den letzten Jahren wurden jeweils bis zu 5.000 Besucher gezählt. Ab 2014 sollte das Festival zweijährig veranstaltet werden. 2015 und 2017 machte der Verein somit eine Pause. Das geplante Römersee Open-Air 2018 musste kurzfristig abgesagt werden. Anfang Dezember 2018 stand der Verein am Scheideweg – Auflösung oder Fortführung unter neuer Regie. Zur Hauptversammlung im folgenden Januar wurden fünf neue Vorstände gewählt, die sich seither aktiv für die Durchführung des Römersee Open Air 2019 einsetzen. Das Motto der Veranstaltung lautet „Eintritt frei – Zelten frei – Gedanken frei“.

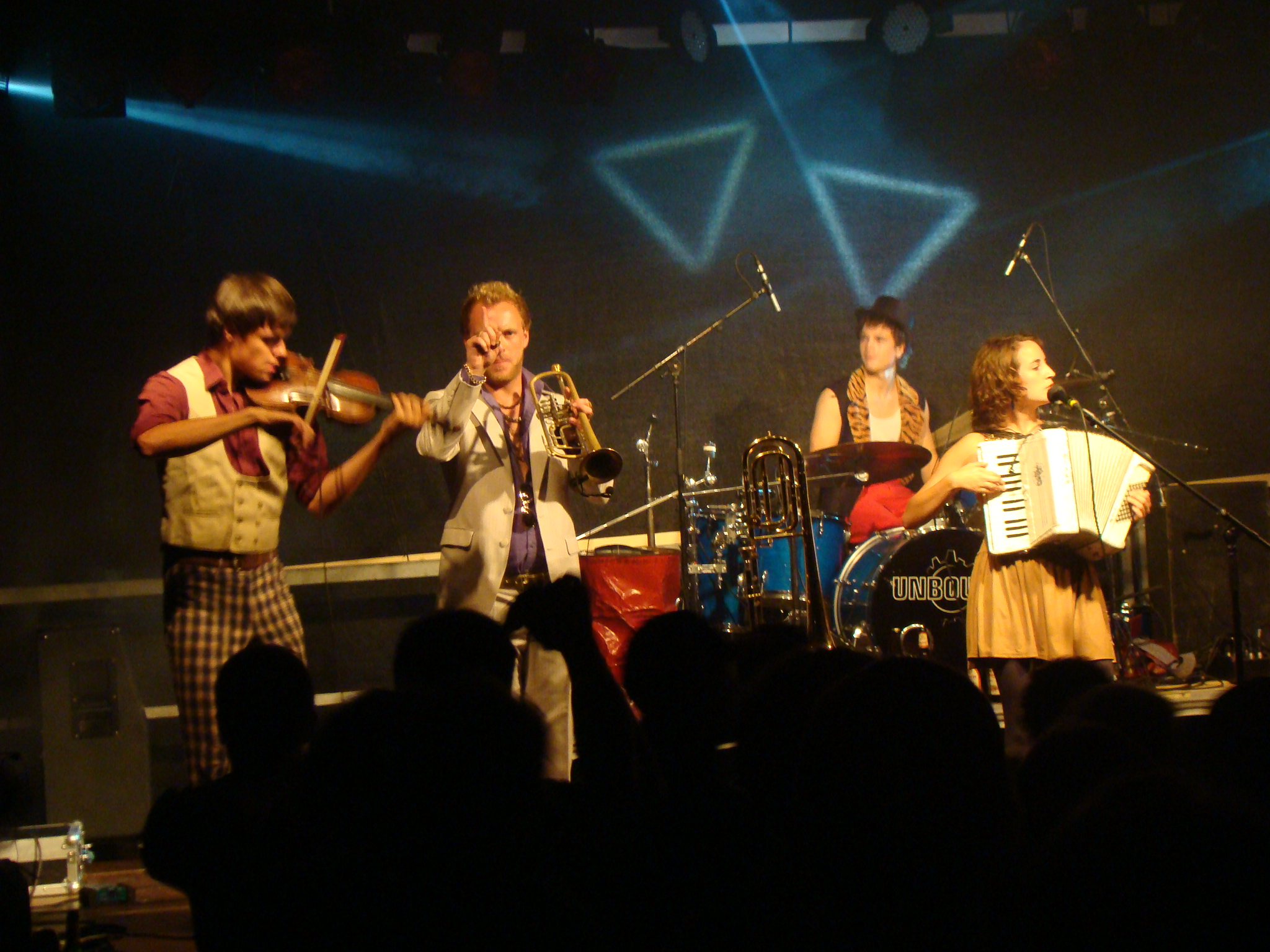
Rasga Rasga live beim Römersee Open Air 2013
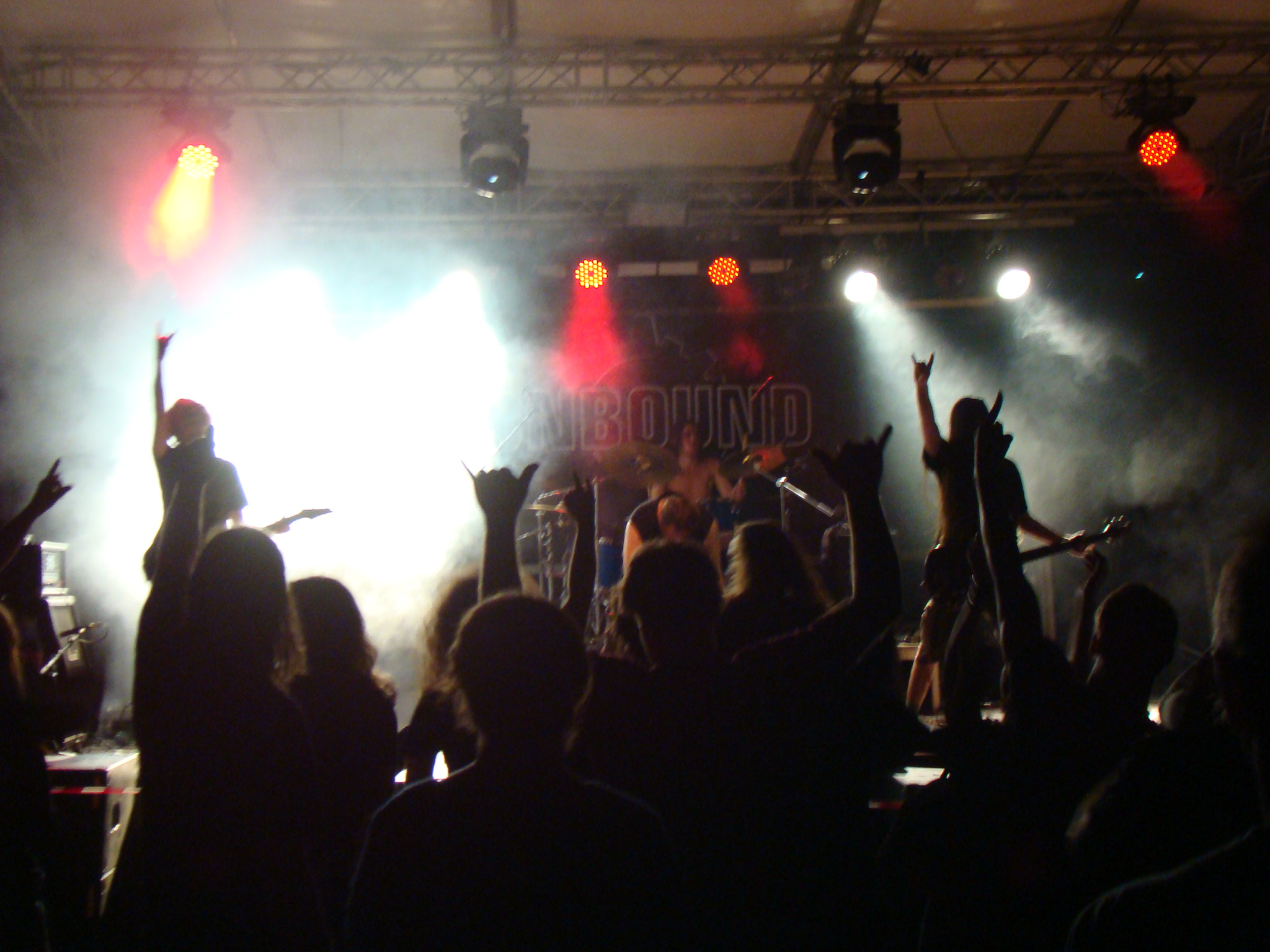
Unbound live beim Römersee Open Air 2013